# Catonephele boyi
Catonephele boyi är en fjärilsart som beskrevs av Johannes Karl Max Röber 1923. Catonephele boyi ingår i släktet Catonephele och familjen praktfjärilar. Inga underarter finns listade i Catalogue of Life.